# 22° halo

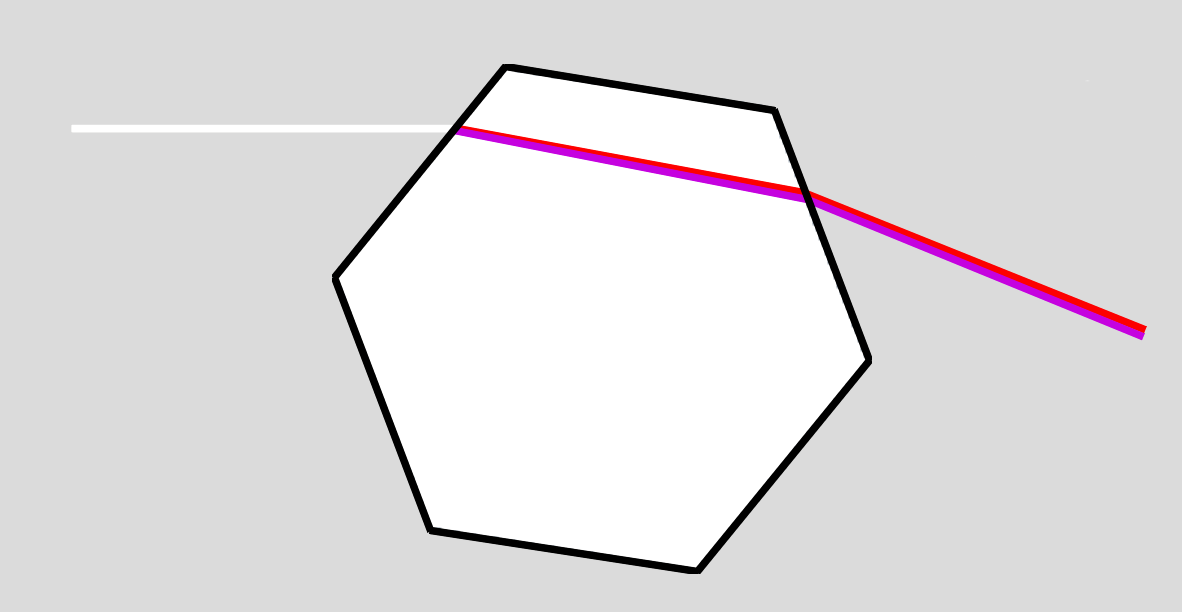
En ljusstråles väg genom en sexkantig iskristall

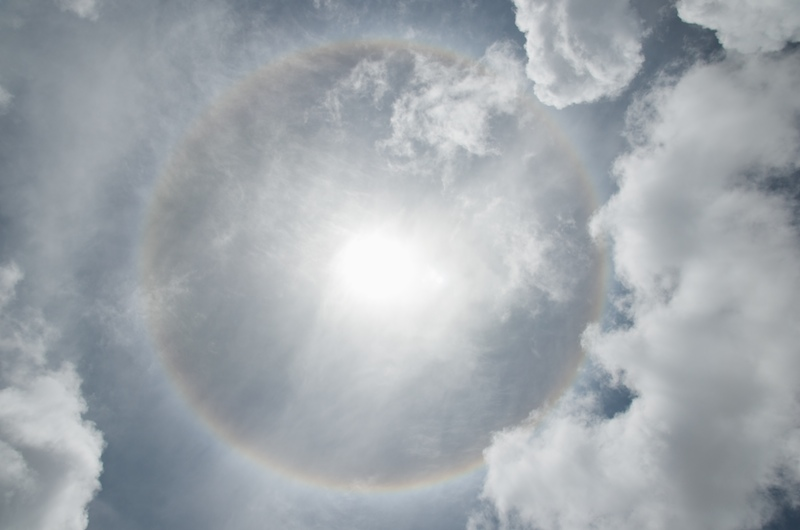
22° halo runt solen.

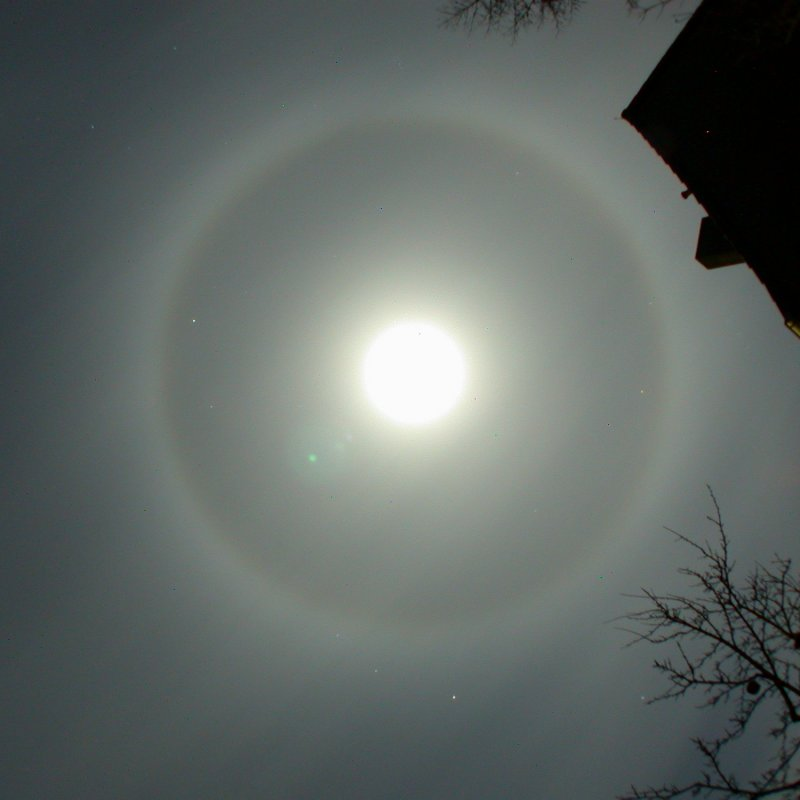
22° halo runt månen.

22° halo är ett halofenomen som formar en cirkel 22 grader runt solen. Den kan även bildas runt månen, men är på grund av månens svaga ljus inte lika lätt att få syn på.
Halon uppstår då solljus bryts av sexkantiga iskristaller. Is har ett brytningsindex på 1,306 för rött ljus och 1,317 för blått ljus. Det innebär att solljuset bryts så att halons röda innersta ring hamnar 21,54° från solen och den yttersta blå 22,37° från solen. Den 22-gradiga halon är den vanligast förekommande typen av alla halon.
För att kunna fotografera en hel 22° halo måste objektivets bildvinkel vara minst 45°, vilket gör att en småbildskamera på 35 mm måste ha ett objektiv med 28 mm brännvidd eller kortare.